# مطلوبیت مورد انتظار ذهنی
مطلوبیت مورد انتظار ذهنی (به انگلیسی: Subjective expected utility) در اقتصاد رفتاری، به معنای جذابیت مربوط به یک فرصت اقتصادی ریسکی از دیدگاه فرد تصمیم‌گیرنده است. ال.جی.سوج در سال ۱۹۵۴ با بهره‌گیری از مطلوبیت مورد انتظار ذهنی کوشید به واکاوی ذهنی انسان در هنگام تصمیم‌گیری اقتصادی بپردازد. نظریه مطلوبیت مورد انتظار ذهنی در واقع ترکیبی از تابع مطلوبیت شخصی و نیز توزیع احتمال شخصی (معمولا بر اساس نظریه احتمال بیزی) است. 
البته بعدها برخی پژوهشگران نشان دادند که مطلوبیت مورد انتظار ذهنی در برخی موقعیت‌ها نمی‌تواند پاسخ درستی را پیش‌بینی کند. پژوهش صورت گرفته توسط اَلِه (۱۹۵۳) در قالب پارادوکس اله و نیز الزبرگ (۱۹۶۱) معروف‌ترین پژوهش‌هایی هستند که درستی نظریه مطلوبیت مورد انتظار ذهنی در برخی موقعیت‌ها را به چالش کشیده‌اند. 